# Non credo più a niente
Non credo più a niente è un singolo del gruppo musicale italiano Ex-Otago e del cantante italiano Olly, pubblicato il 12 aprile 2024 come quarto estratto dal settimo album in studio Auguri degli Ex-Otago.

## Descrizione
Il brano, scritto dallo stesso Olly, è prodotto da Giordano Colombo.

## Tracce
Testi di Federico Olivieri, musiche di Federico Olivieri, Giordano Colombo, Maurizio Carucci, Olmo Martellacci, Rachid Bouchabla e Simone Bertuccini.
1. Non credo più a niente – 3:26